# Вулиця ім. Д. І. Менделєєва (Лисичанськ)
Ву́лиця ім. Д. І. Менделє́єва (раніше вул. Ле́ніна) — одна з найстаріших вулиць міста Лисичанська. З'єднує старий і новий центр міста.

## Походження назви
За часів Радянського Союзу і тривалий час уже в часи Незалежності України вулиця носила назву на честь революціонера, політичного діяча Російської імперії і Радянського Союзу, лідера російських більшовиків, публіциста, філософа-матеріаліста — Володимира Леніна.
25 вересня 2015 року, у зв'язку із виконанням Закону про засудження комуністичного та націонал-соціалістичного (нацистського) тоталітарних режимів в Україні та заборону пропаганди їхньої символіки, Лисичанською міською радою було прийнято рішення про перейменування вулиці імені Володимира Леніна на честь російського хіміка Дмитра Менделєєва.

## Розташування
Починається у старому центрі міста неподалік від Лисячої балки. Перетинається та межує з провулками Маяковського, Горлових, вулицями Штейгерською, Грушевського, Довженка, Шкільною, Гетьманською, Європейською, Сосюри, Терешкової, проспектом Перемоги, вулицями Генерала Потапенка, Макаренка, Московською, Карбишева, Карла Маркса. Закінчується неподалік від заводу рідких газів.

## Будівлі
- № 45. — Лисичанський музей історії розвитку вугільної промисловості.
- № 47. — Лисичанський професійний торгово-кулінарний ліцей[3].
- № 53. — Лисичанський РАЦС[4].
- № 60. — Нічний клуб «Космос».
- № 63. — Лисичанська дитяча музична школа № 2[5].
- № 65. — Прокуратура міста Лисичанська[6].
- № 71. — Лисичанський міський відділ УМВС[7].

## Галерея

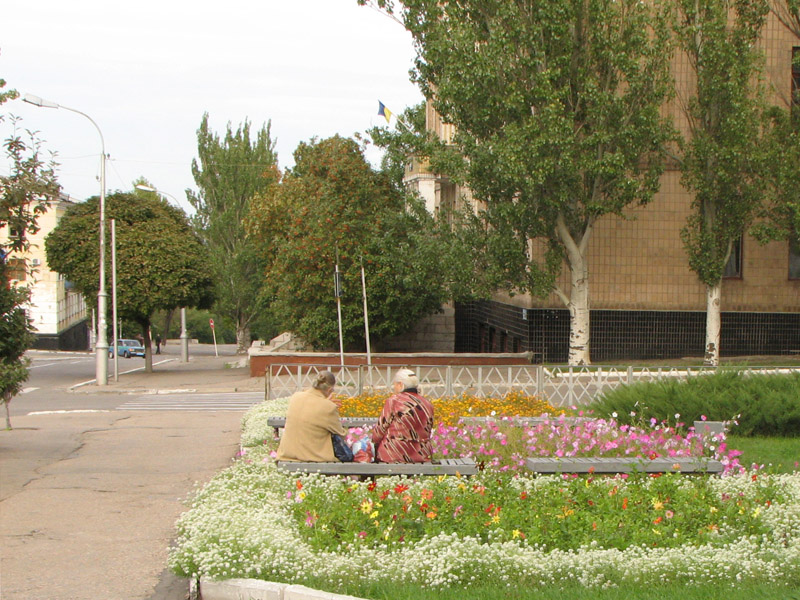
На перехресті з вулицею Довженка
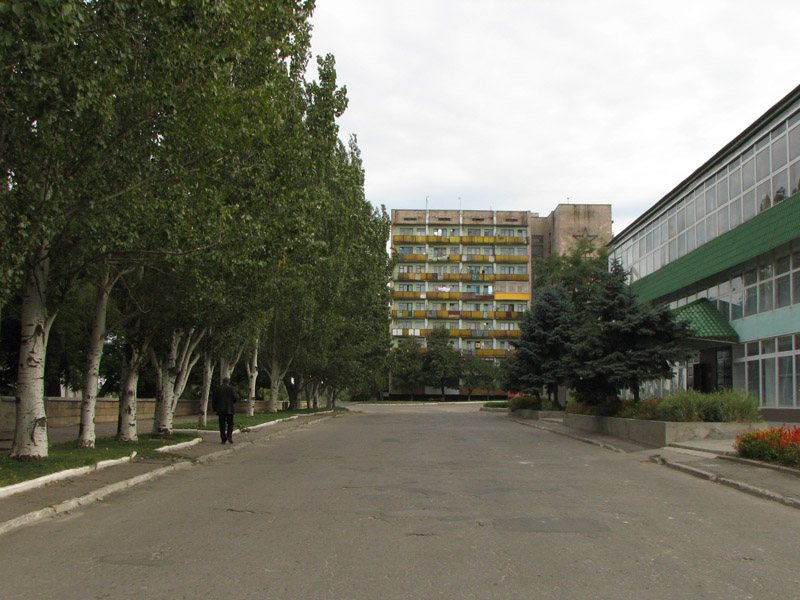
Вигляд на вулицю Довженка
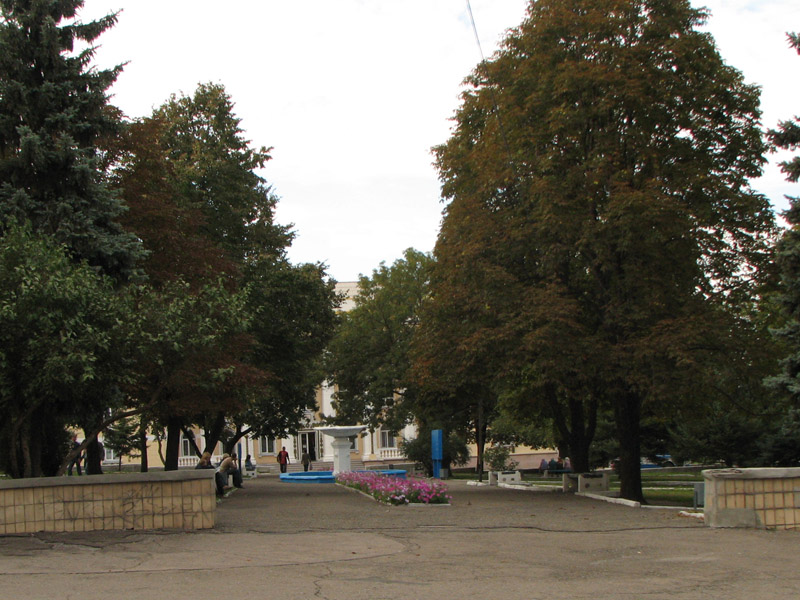
Вигляд у бік скверу
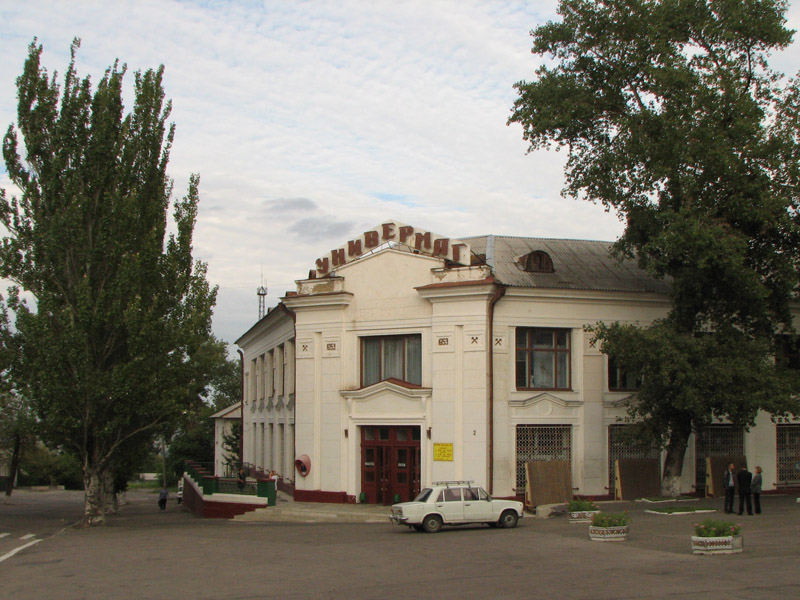
Універмаг на перехресті з вулицею Грушевського
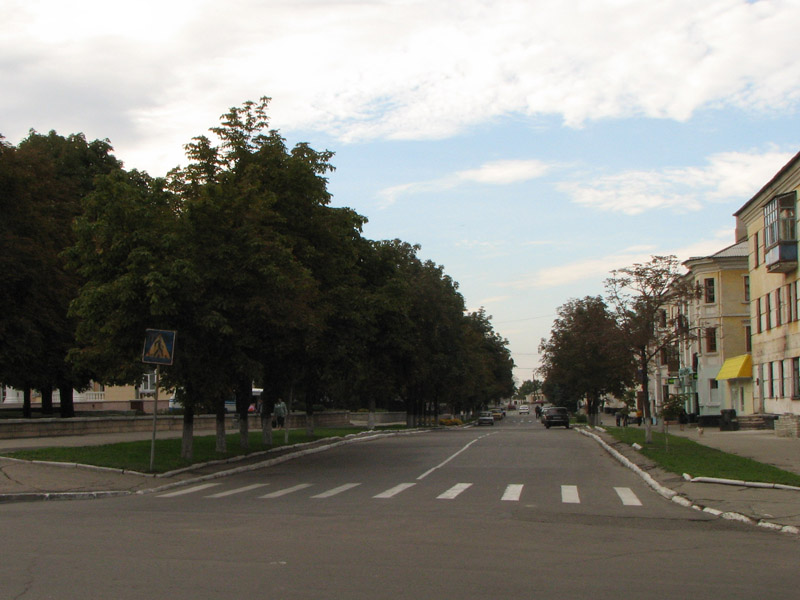
Вигляд на вулицю Грушевського
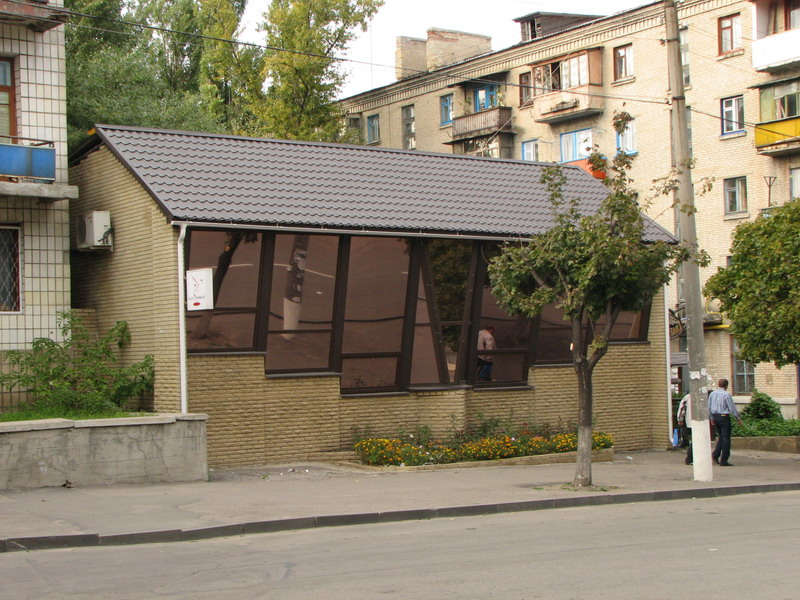
Кафе «Лисья балка», неподалік від перехрестя зі Шкільною вулицею